# Consiglio supremo della Repubblica di Georgia
Il Consiglio supremo della Repubblica di Georgia (in georgiano: საქართველოს რესპუბლიკის უზენაესი საბჭო, Sakartvelos respublikis uzenaesi sabcho, in russo: Верховный Совет Грузинской ССР) è stato il più alto organo legislativo unicamerale in Georgia eletto nelle prime elezioni democratiche e pluripartitiche del Caucaso il 28 ottobre 1990 mentre il paese faceva ancora parte dell'Unione Sovietica. Il Consiglio ha presieduto la dichiarazione d'indipendenza della Georgia dall'Unione Sovietica nell'aprile 1991. La legislatura si è divisa in fazioni rivali ed è diventata defunta dopo che un violento colpo di Stato ha destituito il Presidente Zviad Gamsakhurdia nel gennaio 1992. Una fazione pro-Gamsakhurdia riuscì a riunirsi alcune volte in esilio e di nuovo in Georgia durante il fallito tentativo di Gamsakhurdia di riconquistare il potere nel 1993. Il Consiglio Supremo è stato succeduto - dopo un breve vuoto parlamentare riempito dalla regola del Consiglio militare post-colpo di Stato e poi del Consiglio di Stato - dal Parlamento della Georgia eletto nell'ottobre 1992.
Il Consiglio supremo della Repubblica di Georgia è stato preceduto dal Soviet Supremo della Repubblica Socialista Sovietica Georgiana (luglio 1938-novembre 1990), che a sua volta è stato un successore del Comitato esecutivo centrale della Repubblica Socialista Sovietica Georgiana (febbraio 1922- Luglio 1938).
I Presidenti del Presidium del Soviet Supremo erano capi nominali della repubblica e i Presidenti del Soviet Supremo erano i presidenti del parlamento. Zviad Gamsakhurdia era sia capo ad interim della repubblica che presidente del parlamento come presidente del Consiglio supremo.

## Presidenti del Consiglio supremo della Repubblica di Georgia
| Nome               | Periodo                          |
| ------------------ | -------------------------------- |
| Zviad Gamsakhurdia | 14 novembre 1990 – 4 aprile 1991 |
| Akaki Asatiani     | 14 aprile 1991 – 2 gennaio 1992  |